# Luís Miguel (calciatore 1971)
Luís Miguel da Fonseca Silva Costa, semplicemente come Luís Miguel (Luanda, 22 luglio 1971), è un allenatore di calcio ed ex calciatore angolano, di ruolo centrocampista.

## Carriera

### Giocatore

#### Club
Dopo aver giocato fra la seconda e la quarta serie portoghese con Amarante e Desportivo Aves, nel 1995 passa allo Sporting Lisbona con cui esordisce nella massima serie del campionato portoghese. Giocherà nella stessa categoria anche con Sporting Braga e Paços de Ferreira. Chiude la carriera giocando la stagione 2004-2005 con il Felgueiras, in seconda serie.

#### Nazionale
Ha giocato 4 partite con la nazionale angolana nel 1998.

## Palmarès

### Giocatore

#### Competizioni nazionali
- Supercoppa di Portogallo: 1

Sporting Lisbona: 1995